# Jean-Pierre Bouvier (grimpeur)
Pour les articles homonymes, voir Jean-Pierre Bouvier et Bouvier.
Jean-Pierre Bouvier, né le 6 mai 1957, est un grimpeur français. Il est aussi moniteur d'escalade et fait partie des membres de la salle d'escalade Roc et Résine à Thiais. Grand ouvreur du septième degré en falaise, il fait notamment la première ascension de Chimpanzodrome (7c+) au Saussois, une des voies les plus difficiles de France à l'époque.
Jean-Pierre est connu pour ses nombreuses premières ascensions à Fontainebleau, mais aussi pour sa petite taille qui lui a valu son surnom : « La mouche ». Il continue toujours d'ouvrir des traversées dans le 8éme et le 9éme dégrée, qui sont pour la majeure partie très peu répétée.

## Biographie
En 1982, il sort un livre intitulé « Guide de l'escalade en France » qui recense tous les sites d'escalade français de l'époque.

## Ascensions remarquables

### En falaise
- Chimpanzodrome 7c+, en 1981 au Saussois
- Festin de pierre 8c+/9a, en 1994 au Saussois

### En bloc
- La Valse aux Adieux (prolongé) 8c, à Fontainebleau et répétée par Charles Albert
- Épouvantable Traquenard 8c+, à Fontainebleau pas encore répétée
- Contre-Courant (aller-retour), 9a à Fontainebleau pas encore répétée
- Fou Rire (aller-retour), 9a à Fontainebleau pas encore répétée[3]